# Eino
Eino ist ein finnischer männlicher Vorname.

## Bedeutung und Herkunft
Eino kommt wahrscheinlich vom germanischen Enewald (auch Aginwald) und bedeutet demnach „der mit dem Schwert Herrschende“.

## Namenstag
Der Namenstag von Eino wird in Finnland und Estland am 17. November gefeiert.

## Varianten
Varianten des Namens Eino sind Eeno, Eikka und Ekke.
Die weibliche Form von Eino ist Enni.

## Namensträger
- Eino Kaila (1890–1958), finnischer Philosoph, Psychologe, Kritiker und Lehrer
- Eino Kirjonen (1933–1988), finnischer Skispringer
- Eino Kuvaja (1906–1975), finnischer Offizier und Skisportler
- Eino Leino (1878–1926), finnischer Schriftsteller
- Eino Aukusti Leino (1891–1986), finnischer Ringer
- Eino Mäkinen (1926–2014), finnischer Gewichtheber
- Eino Oksanen (1931–2022), finnischer Leichtathlet
- Eino Olkinuora (1915–1941), finnischer Skilangläufer
- Eino Penttilä (1906–1982), finnischer Speerwerfer
- Eino Puri (* 1988), estnischer Fußballspieler
- Eino Purje (1900–1984), finnischer Leichtathlet
- Eino Rahja (1885–1936), finnisch-russischer Kommunist und Revolutionär
- Eino Saari (1894–1971), finnischer Forstwissenschaftler
- Eino Seppälä (1896–1968), finnischer Langstreckenläufer
- Eino Soinio (1894–1973), finnischer Fußballspieler
- Eino Tamberg (1930–2010), estnischer Komponist
- Eino Uusitalo (1924–2015), finnischer Politiker
- Eino Virtanen (Ringer) (1908–1980), finnischer Ringer